# Schloss Pichlern

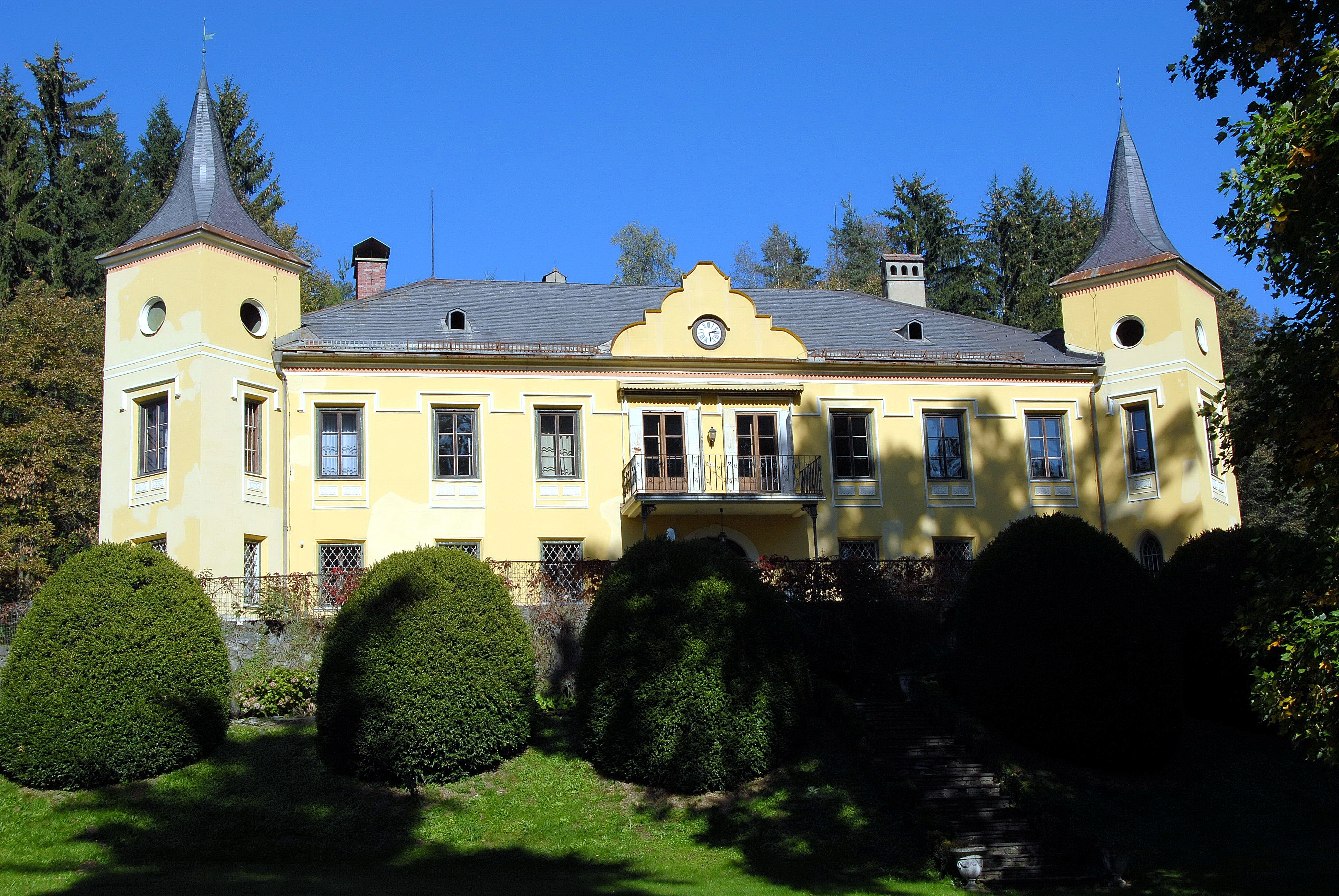
Schloss Pichlern (2006)

Schloss Pichlern (nicht zu verwechseln mit dem Schloss Pichlarn in der Steiermark) ist ein ländliches Herrenhaus im Stadtteil Welzenegg im Nordosten von Klagenfurt am Wörthersee. Das Gebäude, das um das Jahr 1740 zu einem Ansitz ausgebaut wurde, und Mitte des 19. Jahrhunderts durch einen weiteren Ausbau seine heutige schlossartige Gestalt erhielt, steht unter Denkmalschutz.

## Geschichte
Pichlern ist als Ortsbezeichnung erstmals für das Jahr 1287 in einer Urkunde nachweisbar. Für das Jahr 1555 ist der Verkauf einer Hube in Pichlern belegt, Abt Bernhard von Viktring verkaufte das Gut dem Klagenfurter Bürger Thomas Püschel. Franz Ignaz von Fresach, ein ehemaliger Bürgermeister von Klagenfurt, ließ den älteren, möglicherweise mittelalterlichen Gutssitz um das Jahr 1740 zu einem Herrensitz ausbauen. Das barocke Stöckl wurde in den Jahren 1852 bis 1854 zu einem historistischen Schloss umgebaut, wobei an jeder Seite je eine Fensterachse hinzugefügt sowie ein Turm angebaut wurden.
Das denkmalgeschützte Gebäude befindet sich in Privatbesitz.

## Beschreibung
Der zweigeschoßige, achtachsige Barockbau steht über rechteckigem Grundriss an einem Südhang des Maria Saaler Berges. Seine Fassade wurde Mitte des 19. Jahrhunderts im neugotischen Stil neu gestaltet. An den Schauwänden befindet sich ein zurückhaltender Dekor im klassizierenden Tudorstil. An der südseitigen Fassade treten an beiden Ecken schräg gestellte dreigeschoßige quadratische Türme mit geschweiftem Spitzhelm hervor. In der Mitte wurde eine Eingangshalle mit Stützpfeilern vorgebaut, die den Balkon im Obergeschoß abstützen. Dieser ist durch ein kleines Vordach geschützt, über dem der barockisierende Ziergiebel aufragt. Auf dem Walmdach des Schlosses befinden sich blecherne Dachhäuschen und Kaminabdeckungen.
Im Inneren dokumentieren Kreuzgratgewölbe sowie Tonnengewölbe mit Stichkappen in den nördlichen Erdgeschoßräumen noch den barocken Zustand des 18. Jahrhunderts. Im Salon des Obergeschoßes befindet sich ein Deckengemälde Josef Fromillers, das um das Jahr 1740 entstand. Es stellt in einer Allegorie die vier Jahreszeiten dar. Ein weiteres Werk Fromillers ist ein Tafelbild in der Bibliothek, das die Enthauptung der heiligen Barbara zeigt. Die Ausstattung des Obergeschoßes stammt großteils aus der Zeit des Umbaus Mitte des 19. Jahrhunderts. Im Erdgeschoß des Ostturmes befindet sich eine kleine, der heiligen Katharina geweihte Hauskapelle. Ihre Decke ist mit historistischer Schablonenmalerei gestaltet. Sie besitzt schmale und hohe Spitzbogenfenster mit bunter, ornamentaler Bleirutenverglasung. Das Altarbild von Gebhard Flatz stellt den sterbenden Franz Xaver dar.